# Lijst van voetbalinterlands Britse Maagdeneilanden - Saint Lucia (vrouwen)
Deze lijst van voetbalinterlands is een overzicht van alle officiële voetbalinterlands tussen de nationale vrouwenteams van de Britse Maagdeneilanden en Saint Lucia. De landen hebben tot nu toe twee keer tegen elkaar gespeeld. 

## Wedstrijden
| № | Plaats   | Datum       | Competitie                     | Wedstrijd                            | Uitslag |
| - | -------- | ----------- | ------------------------------ | ------------------------------------ | ------- |
| 1 | onbekend | 21 mei 2000 | CFU Women's Caribbean Cup 2000 | Saint Lucia − Britse Maagdeneilanden | 8 − 0   |
| 2 | onbekend | 28 mei 2000 | CFU Women's Caribbean Cup 2000 | Britse Maagdeneilanden − Saint Lucia | 0 − 13  |

## Samenvatting
| Competitie                | Totaal gespeeld | Winst Britse Maagdeneilanden | Gelijk | Winst Saint Lucia | Doelsaldo Britse Maagdeneilanden – Saint Lucia |
| ------------------------- | --------------- | ---------------------------- | ------ | ----------------- | ---------------------------------------------- |
| CFU Women's Caribbean Cup | 2               | 0                            | 0      | 2                 | 0 − 21                                         |
| Totaal                    | 2               | 0                            | 0      | 2                 | 0 − 21                                         |